# Тихий, Всеволод Николаевич
Всеволод Николаевич Тихий (1909 — ?) — советский учёный-палеонтолог, доктор геолого-минералогических наук, лауреат премии Губкина.
Родился в 1909 году.
После окончания вуза (1933) работал во ВНИГРИ: младший, затем старший научный сотрудник.
Основная тема научных исследований — девонские растения и каменно¬угольные брахиоподы европейской части СССР.
В 1960 г. стал лауреатом премии им. Губкина АН СССР — за работу по комплексному изучению и обобщению материалов по геологии нефти и нефтегазоносности Волго-Уральской области, изложенную в томах монографии «Волго-Уральская нефтеносная область» — «Тектоника», «Нефтеносность», «Девонские отложения» и «Геохимическая характеристика нефтей и других битумов» (Труды ВНИГРИ, Новая серия, вып. 100, 104, 106, 107).
В 1975 г. защитил докторскую диссертацию:
- Палеогеография девона в пределах СССР и ее значение при оценке перспектив нефтегазоносности : диссертация … доктора геолого-минералогических наук : 04.00.17. — Ленинград, 1975. — 223 с. : ил.

Сочинения:
- Девонские отложения [Текст] / В. Н. Тихий при участии: С. М. Домрачева, Л. З. Егоровой, Е. Е. Иванова [и др.]. — Ленинград : Гостоптехиздат. Ленингр. отд-ние, 1957. — 242 с., 9 л. схем., карт. : ил.; 27 см. — (Труды Всесоюзного нефтяного научно-исследовательского геолого-разведочного института (ВНИГРИ).Волго-Уральская нефтеносная область; Вып. 106).
- Тихий В.Н. Фации и перспективы нефтеносности продуктивных свит карбона юго-востока Русской платформы. — Труды сессии Ученого совета нефт. ин-та (ВНИГРИ): Сб. I. — 1947.
- Тихий В.Н. Волго-Уральская нефтеносная область. Девонские отложения. Тр. ВНИГРИ, вып. 106, 1957.

Дата смерти не выяснена.
В его честь названа Conglutinella tikhii Shuyskys sp. nov.